# 37e régiment d'artillerie
Pour les articles homonymes, voir 37e régiment.
Le 37e régiment d'artillerie (37e RA) est une unité d'artillerie de l'armée française, créée en 1873.

## Création et différentes dénominations
- 28 septembre 1873 : Formation du 37e régiment d'artillerie
- 1883 : devient 37e régiment d'artillerie de campagne
- 1918 : devient 37e régiment d'artillerie de campagne portée
- 1922 : dissolution
- 1939 : formation du 37e régiment d'artillerie divisionnaire
- 1940 : dissous

## Colonel et chefs de corps
- 28 septembre 1873 : lieutenant-colonel puis colonel Charles Auguste Warnesson de Grandchamp[1]
- 1879 : colonel Duchène
- 1884 : colonel Forqueray
- 1888 : colonel de Lacombe
- 1894 : colonel Herment
- 1896 : colonel Monnier
- 1898 : colonel Priou
- 1914-1918 : colonel Vachée
- 1914-1918 : colonel Cordier
- 1914-1918 : colonel Ducret
- 1914-1918 : lieutenant-colonel Raibaud
- 1914-1918 : lieutenant-colonel Gouvy

## Historique des garnisons, combats et batailles

### De 1873 à 1914

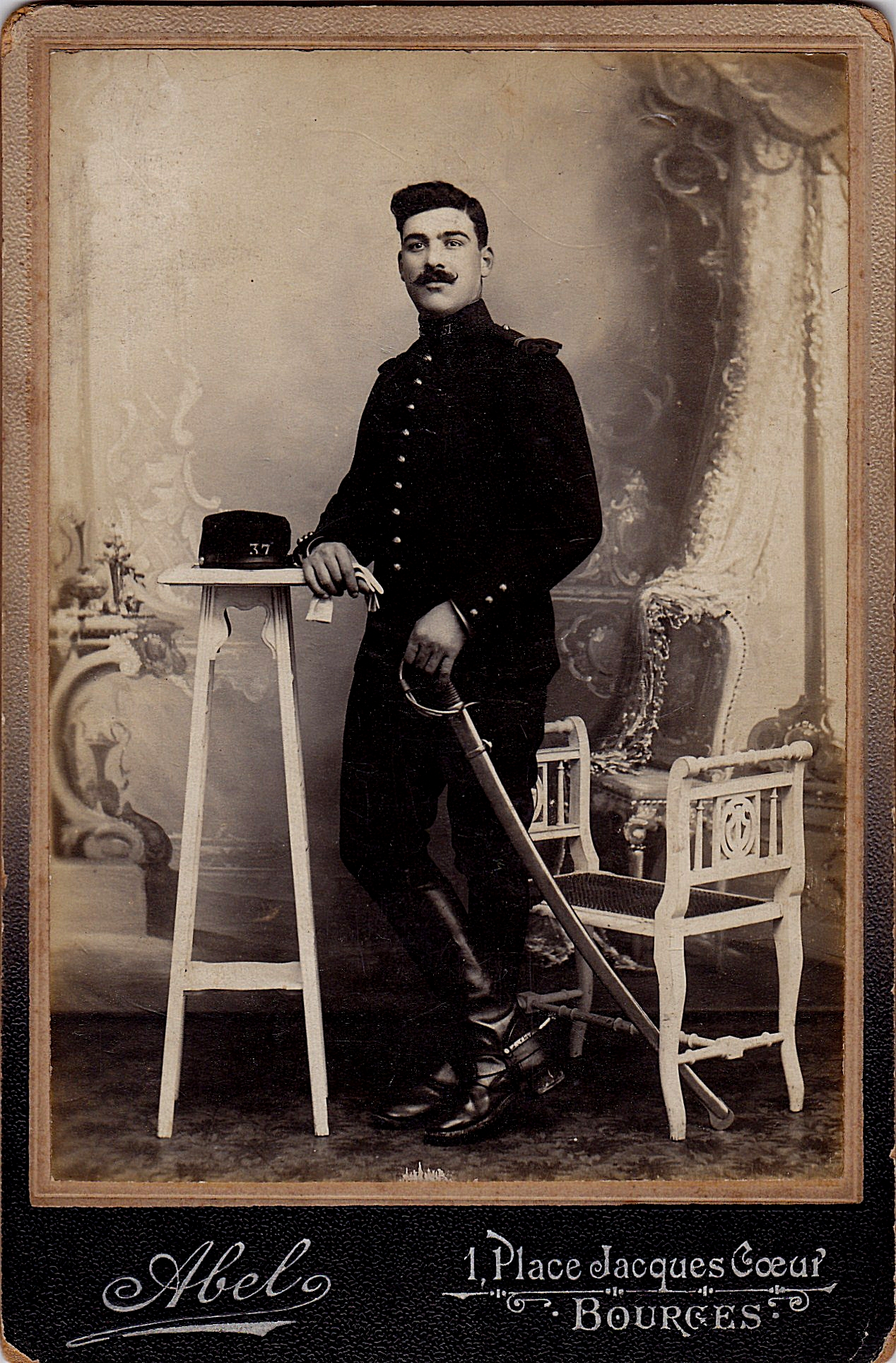
Portrait de studio d'un artilleur du, au début des années 1910.

Le 37e régiment d'artillerie est formé à Bourges le 28 septembre 1873 lors de la réorganisation des corps d'artillerie français, avec :
- 1 batterie provenant du 1er régiment d'artillerie
- 3 batteries provenant du 3e régiment d'artillerie
- 1 batterie provenant du 5e régiment d'artillerie
- 1 batterie provenant du 17e régiment d'artillerie
- 2 batteries provenant du 24e régiment d'artillerie
- 1 batterie provenant du 30e régiment d'artillerie

Le régiment fait partie de la 8e brigade d'artillerie.

### Première Guerre mondiale

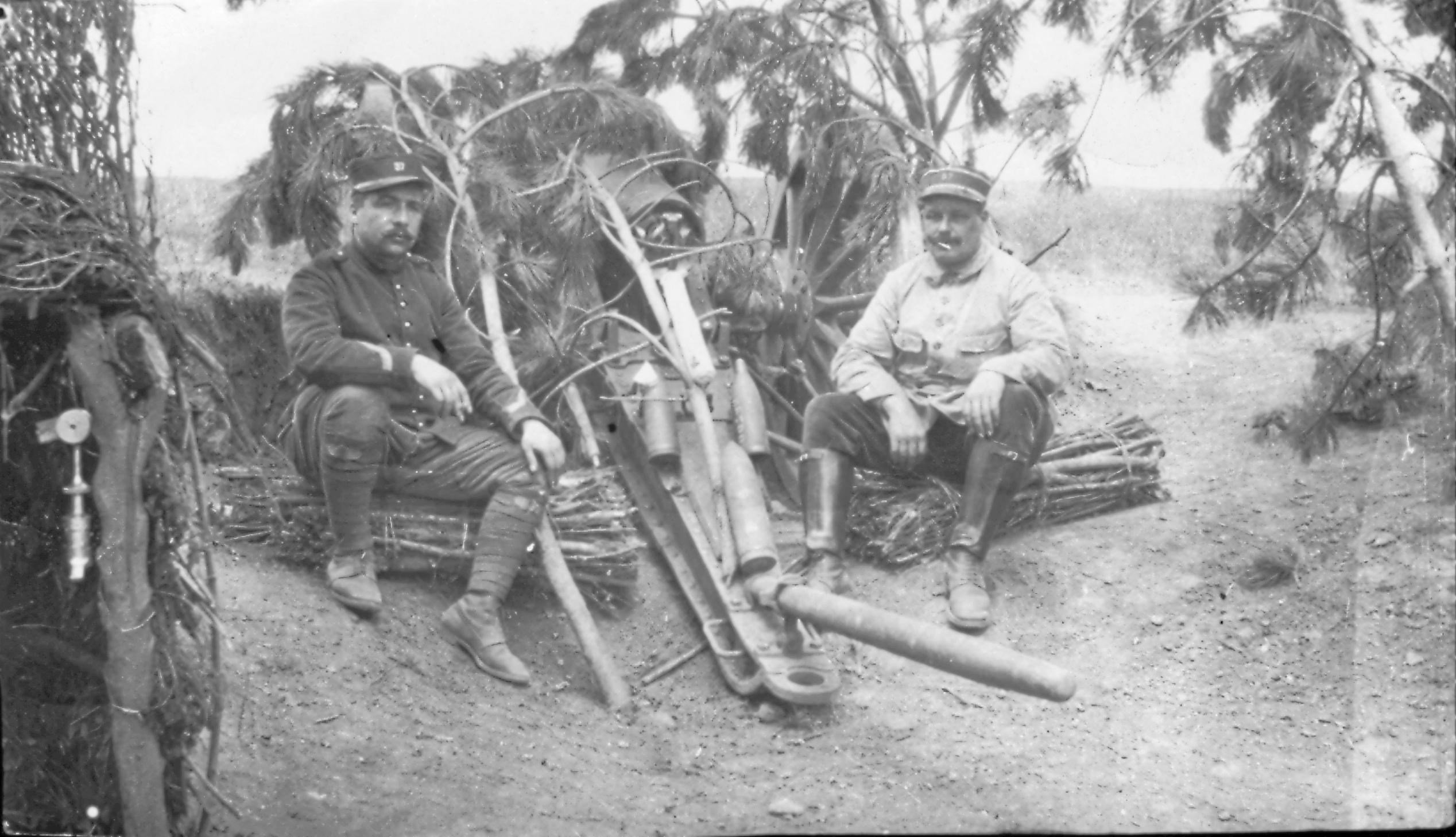
Deux sous-officiers du devant un canon de 75, vers 1915.

Caserné à Bourges, le 37e régiment d'artillerie de campagne est mobilisé à quatre groupes et est rattaché au 8e corps d'armée.

#### 1915

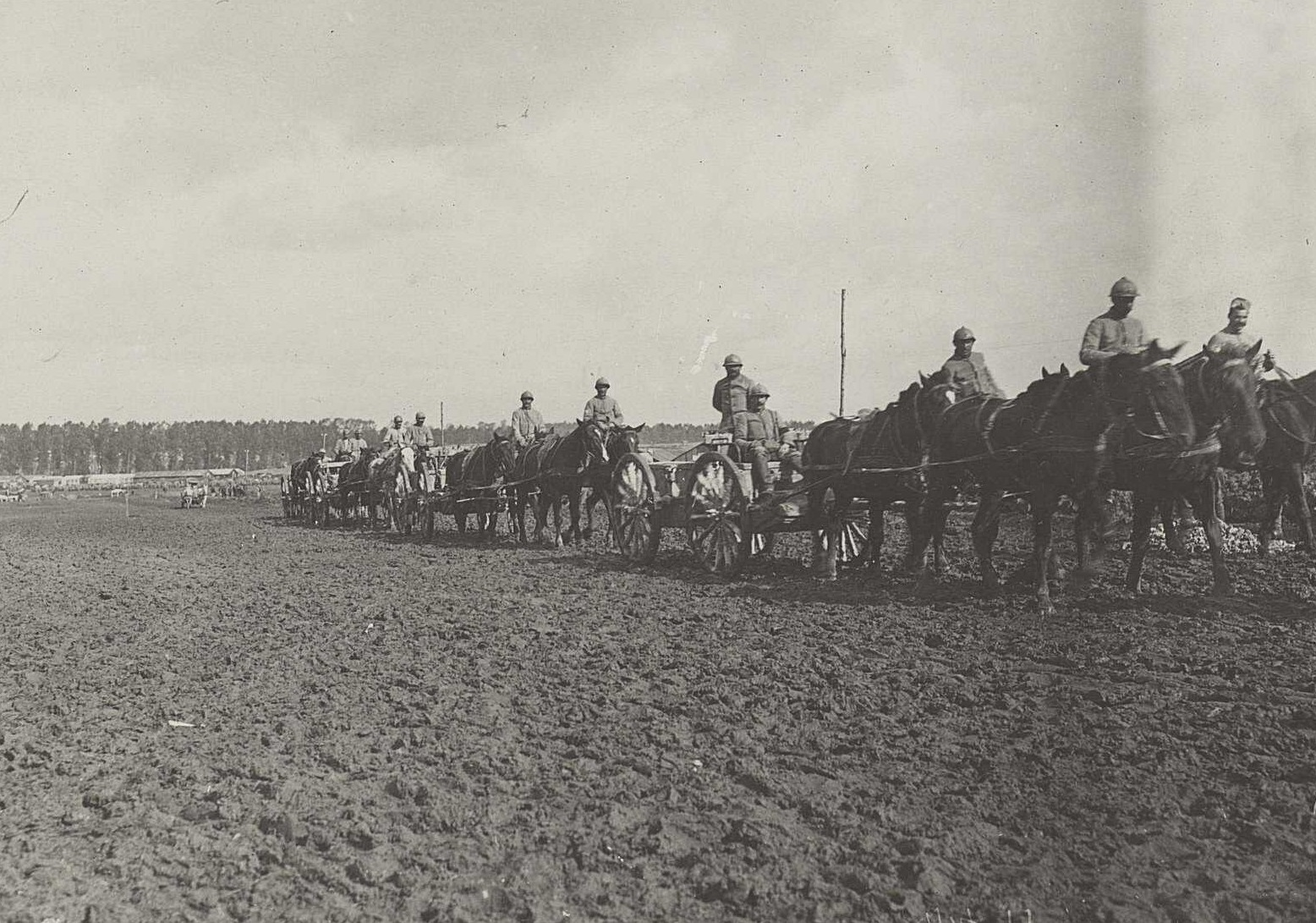
Le descendant des premières lignes, près de Cappy, le 5/10/1915.

#### 1917
Il devient un régiment d'artillerie portée en décembre 1917.

### Entre-deux-guerres
Revenu à Bourges après la guerre, il est dissous le 30 juin 1922.

## Traditions du d’artillerie

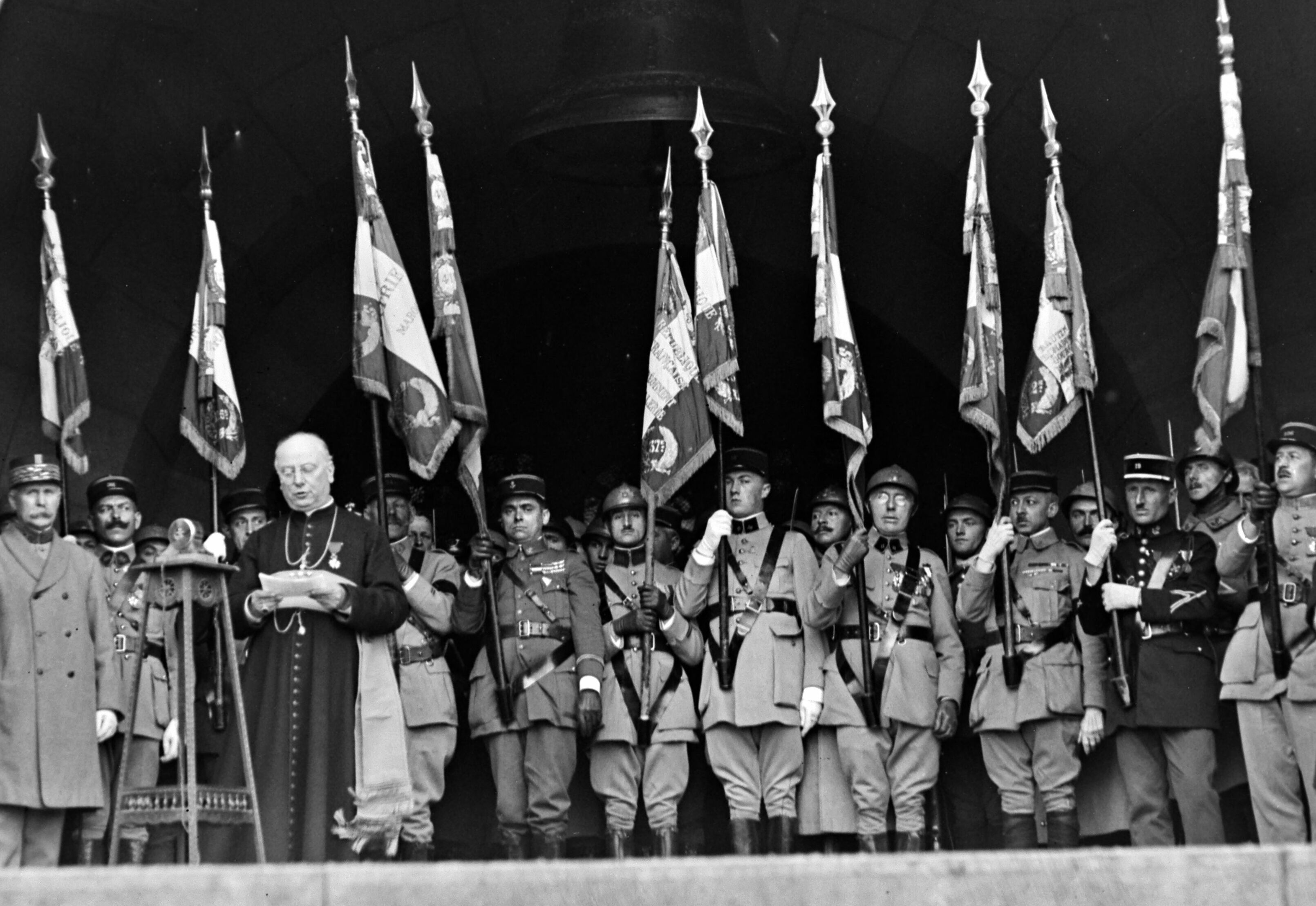
L'étendard du (5e en partant de la gauche) lors de la cérémonie d'inauguration de l'ossuaire de Douaumont le 18/9/1927.

## Traditions du37erégimentd’artillerie

### Étendard
Il porte, cousues en lettres d'or dans ses plis, les inscriptions suivantes :
- La Mortagne 1914
- Reims 1918

## Sources et bibliographie
- Louis Susane : Histoire de l'artillerie Française
- Historiques des corps de troupe de l'armée française (1569-1900)
- Historique sommaire du 37e régiment d'artillerie de campagne durant la guerre de 1914-1918